# 早川インターチェンジ
早川インターチェンジ（はやかわインターチェンジ）は、神奈川県小田原市南町にある西湘バイパスのインターチェンジである。大磯方面のみ出入り可能なハーフICである。

## 接続する道路
- 国道135号

## 歴史
- 1972年（昭和47年）1月27日：供用開始。

## 周辺
- 小田原城跡
- 早川駅

## 隣
E84 西湘バイパス
早川JCT - 早川IC - 箱根ターンパイク連絡路 - 小田原西IC - 箱根口IC